# 弘前市立新和小学校
弘前市立新和小学校（ひろさきしりつ にいなしょうがっこう）は、青森県弘前市青女子にある公立小学校。

## 概要
市内からは、約15kmほど離れた青女子地区（あおなご-）にある小学校。周辺には田園が広がり岩木山を一望できる。学区は板柳町に接している。全校児童は131人（2023年度）。

## 沿革
- 1906年（明治39年）4月1日 - 青藍尋常小学校と有隣尋常小学校を統合。新和尋常小学校として発足する[3]。
- 1907年（明治40年）4月1日 - 高等科を併置して、新和尋常高等小学校と改称。
- 1922年（大正11年）1月2日 - 校旗樹立。
- 1927年（昭和2年）12月 - 校舎増築。
- 1934年（昭和9年）9月 - 青女子字桜苅291番地・292番地を校地に編入。
- 1941年（昭和16年）4月1日 - 国民学校令により、新和国民学校と改称。
- 1947年（昭和22年）4月1日 - 学校教育法により、新和村立新和小学校と改称。同日から新和中学校併置し、高等科生を中学校に移籍。
- 1950年（昭和25年）4月1日 - 新和中学校が独立移転。
- 1953年（昭和28年）4月 - 東側新校舎落成。
- 1955年（昭和30年）3月1日 - 町村合併により、弘前市立新和小学校と改称。
- 1956年（昭和31年）12月 - 創立50周年記念式典挙行。校歌・校章制定。
- 1959年（昭和34年）8月 - 校舎10教室の新築着工。
- 1963年（昭和38年）3月 - 校舎新築。一期～四期工事竣工記念式を挙行。
- 1975年（昭和50年）9月 - 学校プール完成。
- 2002年（平成14年）2月 - 現在地に新校舎竣工[4]。
- 2020年（令和2年）12月5日 - 閉校式挙行[1]。
- 2021年（令和3年）
  - 4月1日 - 小友小学校・三和小学校を統合[5][6]。同日、コミュニティ・スクールがスタートした[7]。
  - 4月6日 - 統合小学校の開校式を挙行。その後に入学式挙行。統合小学校は全校児童155名でスタートを切った[8]。

## 学区
出典
- 青女子・種市・小友・三和・笹舘

## 周辺
- 青森県道37号弘前柏線[2]
- 岩木川[2]

## アクセス
- 北星交通乗合タクシー小友地区線で、「新和小学校前」停留所下車。
- JR東日本・弘南鉄道弘前駅から、弘南バス弘前板柳線から板柳案内所で北星交通乗合タクシー小友地区線に乗り換えて、「新和小学校前」停留所まで56分～1時間06分（板柳案内所での待合時間含む）。

## 出身著名人
- 若の里忍 - 大相撲元関脇[10][注釈 1]

## 参考資料
- 『弘前市教育史 別巻』（弘前市教育委員会・1978年3月12日発行）152頁「学校沿革 新和小学校 創立・変遷」
- 『青森県教育史 別巻』（青森県教育委員会・1973年12月20日発行）708頁「学校沿革 小学校 新和小学校」